# CasaNem
CasaNem é um centro de acolhimento da cidade do Rio de Janeiro que abriga pessoas LGBTIA+ em situação de vulnerabilidade social, em sua maioria pessoas transexuais e travestis, e que desenvolve programas e atividades em diversas vertentes com atividades focadas na autonomia e cultura dos seus moradores, além de realizar atendimentos e oferecer oficinas e cursos. Em 2020, a CasaNem atingia direta e indiretamente mais de 100 pessoas.

## História
A CasaNem foi fundada por ativistas transfeministas do Rio de Janeiro, dentre as quais Indianarae Siqueira, em fevereiro de 2016, e começou como a ocupação do imóvel anteriormente pertencente ao coletivo artístico Casa Nuvem, no bairro da Lapa.

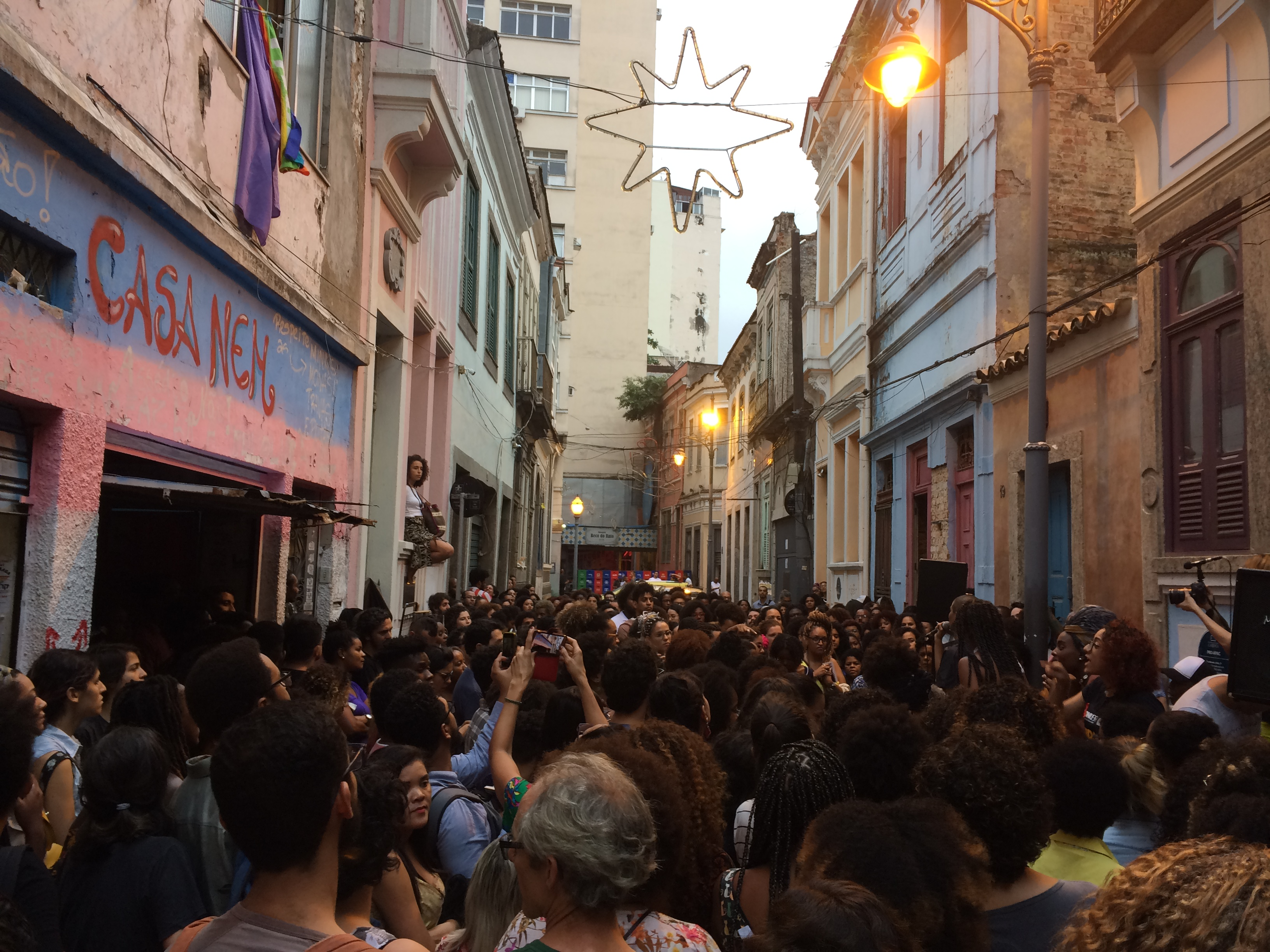
Sede da Casa Nem na Rua Moraes e Vale na Lapa, Rio de Janeiro, durante evento em 2017.

Foi em 2016 que casa passou a ganhar forma com o projeto PreparaNem, um curso preparatório para o Exame Nacional do Ensino Médio (Enem) voltado para incluir travestis e transexuais nas universidades. Como muitas das alunas tinham problemas de moradia, estando sem abrigo, em condições precárias ou sofriam violências das próprias famílias, o projeto precisou ser alargado. Às vésperas das eleições municipais, quando disputava uma vaga de vereadora pelo Partido Socialismo e Liberdade (PSOL), Indianarae, que já foi suplente pelo partido, ocupou pela primeira vez um imóvel em estado de abandono. O prédio, que fica na rua Moraes e Vale, 18, na Lapa, passou então a abrigar as estudantes do PreparaNem. Das 20 pessoas que fizeram a primeira edição, 12 entraram em uma instituição de ensino.
Em 2018, com o despejo do imóvel, fundou-se a ocupação CasaNem Stonewall Inn no bairro de Copacabana, no Rio de Janeiro. Desde então, a CasaNem já passou por ocupações nos bairros da Lapa, Bonsucesso e Vila Isabel. Atualmente, a ocupação tem o apoio de uma rede de colaboradores voluntários como psicólogos, juristas, professores e médicos. Além disso, faz parte da Frente Internacionalista dos Sem Teto (Fist), que disponibiliza assessoria jurídica no processo de posse do imóvel.
Ao longo dos anos a CasaNem sofreu com constantes expulsões por reintegração de posse, muitas deles com relatos de truculência policial, até conseguirem um acordo com o Estado do Rio de Janeiro para conseguirem uma moradia fixa. Durante o período em Copacabana em 2019, a presença da casa de acolhimento o bairro e os vizinhos por vezes chamaram a polícia para tentar retirar os moradores da ocupação, inclusive durante a noite de Natal quando policias foram ao prédio várias vezes durante a madrugada em respostas às queixas. Nas festas de fim de ano, um período que representa solidão para aqueles que foram expulsos de casa por conta da sua orientação sexual, a CasaNem organizou quatro dias de celebração, chamado ironicamente de "Desnatal" e acolheu cerca de 150 pessoas, além dos moradores do prédio.

### Ocupação do edifício Almeida Rego
Abandonado há mais de 18 anos em 2019, o prédio ocupado pela CasaNem na Rua Dias da Rocha, em Copacabana, possuía um acervo de valiosas obras de artes. Os outros integrantes da ocupação descobriram as peças ao limpar o imóvel e chamaram a Polícia Federal e o Museu Nacional e entregaram todas as obras ao Instituto do Patrimônio Histórico e Artístico Nacional (Iphan) e ao museu. Segundo Indianarae Siqueira, "o local estava em total abandono, com diversos animais mortos, pombos, ratos, água parada, era um foco de doença para a própria população. E muita sujeira, tiramos oito caçambas de lixo deste prédio, demos uma reformada básica, para que ele se tornasse habitável, pois havia janelas que caiam em cima de pedestres". A ação das autoridades e a presença da imprensa em frente ao antigo prédio chamou a atenção de vizinhos e alguns moradores da rua disseram que a proprietária do imóvel é uma mulher que herdou de sua mãe, que havia sido empregada por anos da dona do prédio, sendo que ambas já são falecidas. Depois disso, a administradora do espólio do herdeiro do prédio entrou na justiça para retoma-lo.
Dentre as obras e peças históricas encontradas havia bustos — um deles de Santos Dumont —, quadros, vasos, animais empalhados, ossadas de animais e humanas. O diretor do Museu Nacional visitou o local e disse que algumas peças podem compor futuras exposições. Já as ossadas, foram investigadas pela polícia. Na altura, cerca de 50 pessoas compunham a ocupação da CasaNem, dentre elas diversas famílias. Além de chamarem as autoridades, os ocupantes da casa também tentaram legalizar a luz e contactaram engenheiros e arquitetos para avaliar as condições do prédio. Contudo, a justiça da Vara Cível do Rio, autorizou a reintegração de posse para o local, expulsando os ocupantes.

### Cessão de moradia
Em 2020, os moradores conseguiram negociar um local provisório para aguardar a cessão de um prédio da Secretaria Municipal de Urbanismo (SMU). Na altura a casa ocupava um prédio abandonado em Copacabana, porém os proprietários do imóvel conseguiram uma decisão judicial para a reintegração de posse, que foi cumprida com a presença da Polícia Militar do Estado do Rio de Janeiro. A CasaNem ficou provisoriamente em uma escola estadual no bairro de Copacabana, o que foi possível graças as reivindicação dos moradores da casa, que temiam os riscos de ficar desabrigados em meio à pandemia de Covid-19 e buscavam uma realocação pacífica para outro endereço. O espaço definitivo cedido pelo governo do Estado do Rio de Janeiro fica no Flamengo, na Zona Sul da cidade e conta com uma cessão de cinco anos, podendo ser prorrogada por mais cinco.
No dia 15 de março de 2021, a CasaNem foi invadida e os invasores foram identificados como membros da família de um dos residentes do centro, e fizeram ameaças de morte contra os residentes durante o incidente.

## Funcionamento
A CasaNem não recebe nenhum apoio institucional e seus moradores não pagam por nenhuma das atividade oferecidas. O financiamento acontece através de doações e do próprio trabalho dos moradores que dividem as tarefas entre si. Lá eles têm além da moradia e das atividades, todas as refeições e atendimento médico e psicológico feito por voluntários. Apesar da função social desempenhada, os órgãos públicos não reconhecem a casa oficialmente. A Casa é constantemente acionada pelos órgãos públicos para atender pessoas encaminhadas pela prefeitura. Mas não recebe apoio institucional.
As condições para morar na CasaNem é que todos os habitantes trabalham para um lar limpo, funcional e acolhedor. Não há nenhuma taxa obrigatória para permanecer no espaço, mas os ocupantes costumam contribuir para o pagamento de contas básicas, como água e luz.

## Atividades e projetos
- PreparaNem: foi o primeiro projeto da casa e surgiu da necessidade de um cursinho pré-vestibular voltado para pessoas trans. Teve início no centro do Rio de Janeiro e expandiu para aulas na Favela da Maré e em Niterói. Conta com dezenas de professores voluntários e apoiadores.[18]
- Oficinas: corte e costura, aula de Libras (língua brasileira de sinais), capoeira, fotografia e história da arte são algumas das oficinas já promovidas pela casa.[18]